# Santuario del Pozo Esquipulas
Santuario del Pozo Esquipulas är en ort i Mexiko.   Den ligger i kommunen Huitiupán och delstaten Chiapas, i den sydöstra delen av landet, 700 km öster om huvudstaden Mexico City. Santuario del Pozo Esquipulas ligger 806 meter över havet och antalet invånare är 137.
Terrängen runt Santuario del Pozo Esquipulas är huvudsakligen bergig, men åt sydost är den kuperad. Runt Santuario del Pozo Esquipulas är det ganska tätbefolkat, med 96 invånare per kvadratkilometer. Närmaste större samhälle är Simojovel de Allende, 16,0 km sydväst om Santuario del Pozo Esquipulas. Trakten runt Santuario del Pozo Esquipulas består till största delen av jordbruksmark.